# Kingscourt
Kingscourt (irl. Dún na Rí) – miasto leżące na granicy hrabstw Cavan i Meath w Irlandii. Liczba mieszkańców w 2011 roku wynosiła 3224.
Miasto zostało założone pod koniec XVIII w. w pobliżu starej wsi Cabra przez Mervyna Pratt i wykończone później przez jego brata Josepha Pratt.
Parę kilometrów od miasta znajduje się park leśny "Dún na Rí Forest Park", który jest domem dla wielu zwierząt: gronostajów, zajęcy, norek, królików i wydr, a także czerwonych i szarych wiewiórek wzdłuż brzegów rzeki Cabra.